# سلیمان و سبا (فیلم ۱۹۵۹)
سلیمان و سبا (انگلیسی: Solomon and Sheba) فیلمی آمریکایی در سبک حماسی و درام به کارگردانی کینگ ویدور است که در سال ۱۹۵۹ منتشر شد.

## موضوع فیلم
مدت کوتاهی پیش از مرگ «داوود نبی»، پیامی از طرف خدا مبنی بر اینکه او باید پسر کوچکش «سلیمان» را به عنوان جانشینش انتخاب کند به او می‌رسد. اما «آدونیا» پسر بزرگترش که از این انتخاب راضی نیست سوگند می‌خورد تاج و تخت را پس بگیرد و…

## بازیگران
- یول برینر
- جینا لولوبریجیدا
- جرج سندرز
- ماریسا پاوان
- تایرون پاور
- جان کراوفورد
- ماروچی فرسنو